# Rhinella achavali
Rhinella achavali är en groddjursart som först beskrevs av Maneyro, Arrieta och de Sá 2004.  Rhinella achavali ingår i släktet Rhinella och familjen paddor. IUCN kategoriserar arten globalt som livskraftig. Inga underarter finns listade i Catalogue of Life.